# Літературна премія імені Андрія Головка
Літературна премія імені Андрія Головка — літературна премія, яку присуджує президія правління Національної спілки письменників України за найкращий роман року, в якому порушуються значні проблеми сучасності та минулого, відтворені яскраві художні образи.
Премія імені А. В. Головка встановлена з 1979 року на честь українського письменника Андрія Васильовича Головка. Присуджують щороку. За СРСР розмір премії становив 1 тисячу карбованців.

## Лауреати Літературної премії імені Андрія Головка
Див. Категорія:Лауреати літературної премії імені Андрія Головка
- 1981 — Дрозд Володимир Григорович за повість «Земля під копитами».